# مارتينا ستيلا
مارتينا ستيلا (بالإيطالية: Martina Stella)‏ هي عارضة وممثلة إيطالية، ولدت يوم 28 نوفمبر 1984 في إيطاليا.

## أعمال

### أفلام
| عام  | فيلم                         | دور        | ملاحظات                 |
| ---- | ---------------------------- | ---------- | ----------------------- |
| 2001 | القبلة الأخيرة               | فرانشيسكا  | إخراج غابرييل موشينو    |
| 2002 | فقدان الذاكرة                | لوس        | إخراج غابرييل سلفاتوريس |
| 2002 | ولا حتى حلم                  | فالي       |                         |
| 2002 | حب كامل ‏                     | لورا       |                         |
| 2004 | في المحيط الثاني عشر         | مساعد ناجل | إخراج ستيفن سودربيرغ    |
| 2008 | K. ايل بانديتو               | كلارا      |                         |
| 2008 | إيل ماتينو ها لورو في بوكا   | كريستينا   |                         |
| 2008 | بذرة الخلاف                  | نايك       |                         |
| 2009 | تسع                          | دوناتيلا   | من إخراج روب مارشال     |
| 2009 | صيف في منطقة البحر الكاريبي ‏ | لورا       | إخراج كارلو فانزينا     |
| 2010 | إلتقاء بصديق ‏                | غابرييلا   | إخراج كارلو فانزينا     |
| 2014 | سابور دي تي                  | آنا        | إخراج كارلو فانزينا     |
| 2018 | عيد الميلاد مطرقة سنكية      | جوليا روسي | إخراج ماركو ريسي        |
| 2020 | تأمين إيطالي                 |            | إخراج إنريكو فانزينا    |

### تلفزيون
| عام  | العمل                           | دور                        | ملاحظات           |
| ---- | ------------------------------- | -------------------------- | ----------------- |
| 2003 | الامبريالية: أغسطس              | يونغ ليفيا                 |                   |
| 2004 | لو ستاجيوني ديل كور             | إيما فالنتي                |                   |
| 2006 | لا فريسيا نيرا                  | جيوفانا بنتيفوجليو دي فانس | مسلسلات تلفزيونية |
| 2007 | لو راجازي دي سان فريديانو       | سيلفانا                    | مسلسلات تلفزيونية |
| 2007 | بايبر                           | ميلينا                     |                   |
| 2009 | قاتل دون                        | باتريزيا                   |                   |
| 2011 | تيبيريو متري: البطل و ملكة جمال | فولفيا فرانكو              |                   |
| 2011 | الملائكة والماس                 | جيورجيا                    |                   |
| 2011 | توتي مجنون للحب 3               | إليسا ترومبيتي             |                   |
| 2012 | كاروزو هو صوت الحب              | رينا جياتشيتي              |                   |

## وصلات خارجية
- مارتينا ستيلا على موقع IMDb (الإنجليزية)
- مارتينا ستيلا على موقع ألو سيني (الفرنسية)
- مارتينا ستيلا على موقع أول موفي (الإنجليزية)
- مارتينا ستيلا على موقع قاعدة بيانات الفيلم (الإنجليزية)
- مارتينا ستيلا على موقع كينوبويسك (الروسية)